# Paralastor princeps
Paralastor princeps är en stekelart som beskrevs av Perkins 1914. Paralastor princeps ingår i släktet Paralastor och familjen Eumenidae. Inga underarter finns listade i Catalogue of Life.